# Mesztegnyő
Mesztegnyő község Somogy vármegyében, a Marcali járásban.

## Fekvése
Marcalitól 8 kilométerre délre fekszik, a Balatontól 24, Kaposvártól 50 kilométerre, a 68-as főút mentén. Területét érinti a Somogyszob–Balatonszentgyörgy-vasútvonal is, ahol azonban 2009. december 13. óta nincs személyforgalom.
Gyönyörű természeti adottságokkal rendelkezik. Határának több mint a fele erdő, a patakokon halastavak létesültek és a Boronka-melléki Tájvédelmi Körzet egy része is a területén van. A Boronka ritka természeti értékeit szívesen keresik fel a magyarok és a külföldiek egyaránt. Itt vezet az Rockenbauer Pál Dél-Dunántúli Kéktúra útvonala. Jól járható kerékpárutak vannak, de gyalogosan vagy a 9 km hosszú erdei kisvasúttal is utazhatunk.

## Története
Mesztegnyő nevét az 1332-1337 évi pápai tizedjegyzék említette először, tehát már ekkor egyházas hely volt. Plébániájáról egy 1359-ben kelt oklevél is megemlékezik.
1408 előtt Mesztegnyei Szerecsen Mihály birtoka volt, akitől Zsigmond király, hűtlensége miatt birtokait elvette és cserében némely Kőrös megyei birtokokért, Gordovai Fancs Lászlónak adományozta. 1424-ben Gordovai Fancs fiai osztozkodtak itteni birtokaikon. 1464-ben Battyáni Alapi András itteni zálogjogon bírt birtokait birtokait, visszaadta Gordovai Fancsi Gáspárnak. Mesztegnyő vásárait egy 1466-ban kelt oklevél említette. 1498-ban még a Fancs család birtoka, 1550-ben már Nowak Jánost írták birtokosául. Az 1583 évi adólajstrom szerint mindössze 1 portáját említette. 1703 körül Zankó Miklós és Boldizsár volt a település birtokosa. Pár évvel később; 1715-ben 11 háztartást írtak össze benne. 1726-ban a gróf Harrach, 1733-ban a Hunyady család, 1767-ben báró Hunyady János birtoka volt, és a 20. század elején is gróf Hunyady József volt a nagyobb birtokosa.
Mesztegnyőhöz tartoztak a következő lakott helyek is:
- Búsvár-puszta
- Hosszúvíz-puszta, mely 1835-ben a gróf Hunyadyaké
- Landi-puszta (azelőtt Edde), mely már 1733-ban is fennállt, szintén a Hunyadyak birtoka
- László-major
- Öreghegy
- Soponya-puszta
- Sósgát-puszta, melynek helyén a hagyomány szerint egykor Nemes-Apáti falu feküdt
- Vajdahomok-puszta
- Agáros falu, mely Mesztegnyőtől délre feküdt és az 1408-1498 közötti években a Gordovai Fancs család birtoka volt

## Közélete

### Polgármesterei
- 1990–1994: Benkes László (független)[3]
- 1994–1998: Benkes László (független)[4]
- 1998–2002: Benkes László (független)[5]
- 2002–2006: Nemes László (független)[6]
- 2006–2010: Nemes László (független)[7]
- 2010–2014: Nagy László Péter (független)[8]
- 2014–2019: Nagy László Péter (Fidesz-KDNP)[9]
- 2019–2024: Nagy László Péter (Fidesz-KDNP)[10]
- 2024– : Kovács Gábor (független)[1]

## Népesség
A település népességének változása:
| Lakosok száma | 1384 | 1364 | 1391 | 1318 | 1270 | 1279 | 1262 |
|               | 2013 | 2014 | 2015 | 2021 | 2022 | 2023 | 2024 |

A 2011-es népszámlálás során a lakosok 91,7%-a magyarnak, 14,6% cigánynak, 0,8% németnek mondta magát (8,2% nem nyilatkozott; a kettős identitások miatt a végösszeg nagyobb lehet 100%-nál). A vallási megoszlás a következő volt: római katolikus 75,2%, református 2,2%, evangélikus 0,4%, felekezet nélküli 7,9% (13,6% nem nyilatkozott).
2022-ben a lakosság 86,8%-a vallotta magát magyarnak, 3,5% németnek, 2% cigánynak, 0,2% szlovénnek, 0,1-0,1% ukránnak, örménynek és horvátnak, 1,3% egyéb, nem hazai nemzetiségűnek (10,5% nem nyilatkozott; a kettős identitások miatt a végösszeg nagyobb lehet 100%-nál). Vallásuk szerint 40,9% volt római katolikus, 1% református, 0,4% evangélikus, 0,1% görög katolikus, 0,5% egyéb keresztény, 1,7% egyéb katolikus, 8,9% felekezeten kívüli (46% nem válaszolt).

## Nevezetességei
- Mesztegnyői Állami Erdei Vasút – A kisvasút nyomvonalán jelölték ki a Rockenbauer-emléktúra útvonalát is, amely érinti Mesztegnyőt. Az erdei vasút ősét még 1925-ben építtették a kéthelyi Hunyady grófok, s egészen 1945-ig gőzmozdony-vontatással üzemeltették. Ezt követően állami tulajdonba került, 1946-tól az erdészet lóvontatású vasútként használta. 1958-ban korszerűsítették a meglévő pályát, s alkalmassá tették gépi vontatásra is. A sínpár 1960-ra érte el mai hosszúságát, majd harminc évvel később ismét egy jelentős rekonstrukción esett át, s tervbe vették a bővítését is. A mesztegnyői erdei vasút előtt minden évben május elsején tisztelegnek a falubeliek és az elöljárók. A vonatok csak kedden és pénteken közlekednek.
- Mesztegnyő szívében található az 1750-56-ban épült barokk műemlék templom, amely már messziről jelzi az utat a település felé igyekvőknek, akiknek érdemes megállniuk az impozáns egyházi épület előtt pár percre. Az építmény, amelyet a szakértők az egyik legszebb barokk építészeti emléknek tekintenek, a Hunyady család kegyúri templomaként készült el. Különlegessége, hogy Dorfmeister István híres oltárkép-festő készítette el belső díszítését. Freskói közül országszerte híres a Nepomuki Szent Jánost ábrázoló gyönyörű oltárkép. Az egyházi épület további érdekessége az alatta lévő két kripta, melyek egyikébe szerzeteseket temettek, míg a másikba a Hunyady család tagjait. Az egyházi intézménnyel egy időben emelték a kolostor épületét, amelyet 1948-ig Szent Vince rendjének apácái használtak. A település az 1730-as években került a Hunyady família birtokába, ekkor épült fel ismét a török hódítás alatt elpusztult templom. A második világháborúban a csaknem négy hónapig tartó harcok során megfigyelőpont volt a magas tornyú építmény. Sajnos a hadműveletek nem kerülték el, így az oldala és tornya is erősen megrongálódott, s páratlan freskói is megsérültek. A felújítás több éven át tartott, külső rekonstrukciója például csak 1993-ban fejeződhetett be. A templom bejárata mellett az első világháború hősi halottainak emléktáblája található, kertjében pedig egy 1844-ben felállított emlékkereszt és Mária-szobor van.

A barokk templommal együtt épült fel a mesztegnyői kolostor, amelynek épülete ma általános iskolaként funkcionál. A kolostor építéséhez 1743-ban ferences-rendi szerzetesek nyújtottak segítséget, akiket Hunyady gróf hívott Mesztegnyőre. A létesítmény egészen 1788-ig volt a birtokukban, miután II. József uralkodó rendeletével feloszlatta a szerzetesrendeket. Az itteni rendházban mindössze egyetlen szerzetes, P. Rumi Mihály maradt. A kolostor és a templom értékes tárgyait a helytartótanács elvitte és még pert követően sem szolgáltatta vissza. A kolostort 1817-től népesítették be ismét lakói egy felújítást követően, ekkor irgalmasrendi Vincés apácák költöztek ide, s az apácazárdában lehetővé vált a leányok oktatása. A zárda épülete egészen 1948-ig működött ebben a funkciójában, azóta az épületben kapott a helyet a helyi általános iskola.
- Faluház
- Rétesfesztivál: A fesztivál napján – 1999 óta – faluszerte nyújtják, sütik a rétest Mesztegnyőn. A Faluház udvarán, a kemencék mellett a versengő csapatok dolgoznak. Ezek négy kategóriában mérhetik össze a sütnivalójukat: túrós, káposztás, gyümölcsös és különleges. Az utóbbiban például olyanokkal indulnak, mint a mákos-répás, szilvás-káposztás, körtés-piskótás, vagy a babos-bolognai rétes. Közben a falu kemencéiben és a mobil villanysütőkben a helyiek is folyamatosan sütik a réteseket, hogy a vendégsereg éhen ne maradjon. 2016-ban a fesztiválon 104 méteresre nyújtottak egy káposztás rétest, amivel magyar rekordot állítottak fel.[13]
- Linha-kereszt: A Mesztegnyőn áthaladó főút mellett áll a három szent (Vendel, Donát és Flórián) domborművével és egy kis kereszttel díszített emlékmű, amit Linha Teréz emeltetett, majd 1990-ben a község lakossága felújíttatott.[14]

## Híres szülöttei
- Kiss József (Mesztegnyő, 1858. május 7. – Pécs, 1939. július 29.) állami főreáliskolai tanár, idegenforgalmi szakember, turisztikai író, kerékpáros szakíró

## Képek

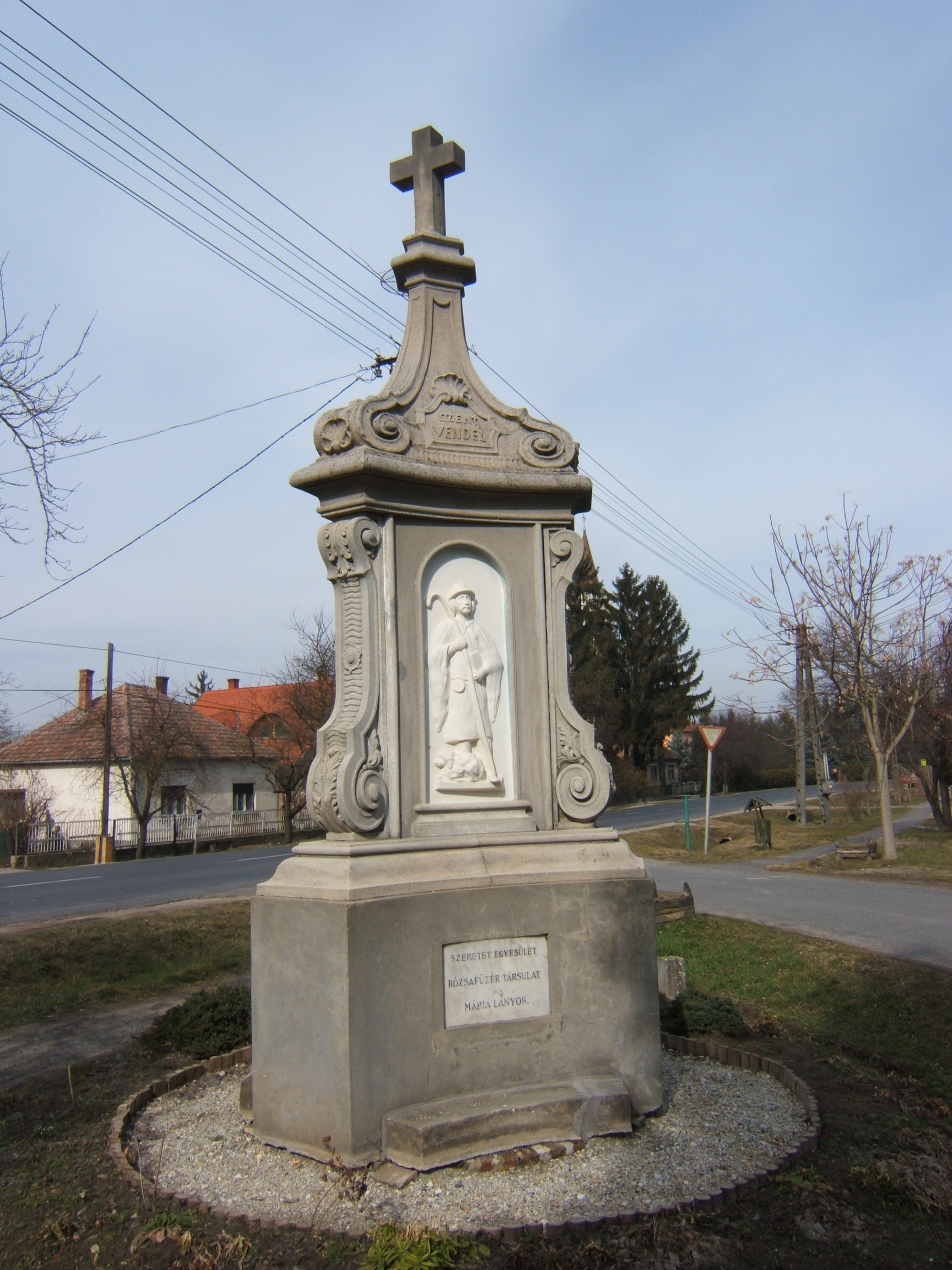
A Linha-kereszt
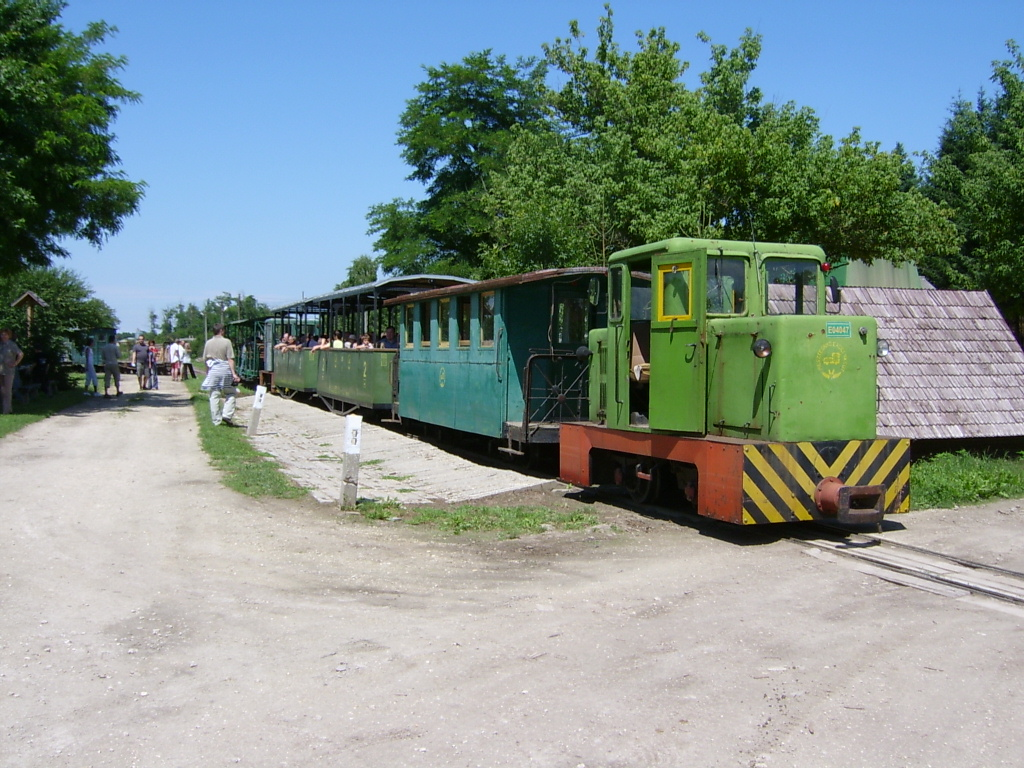
Mesztegnyői Állami Erdei Vasút
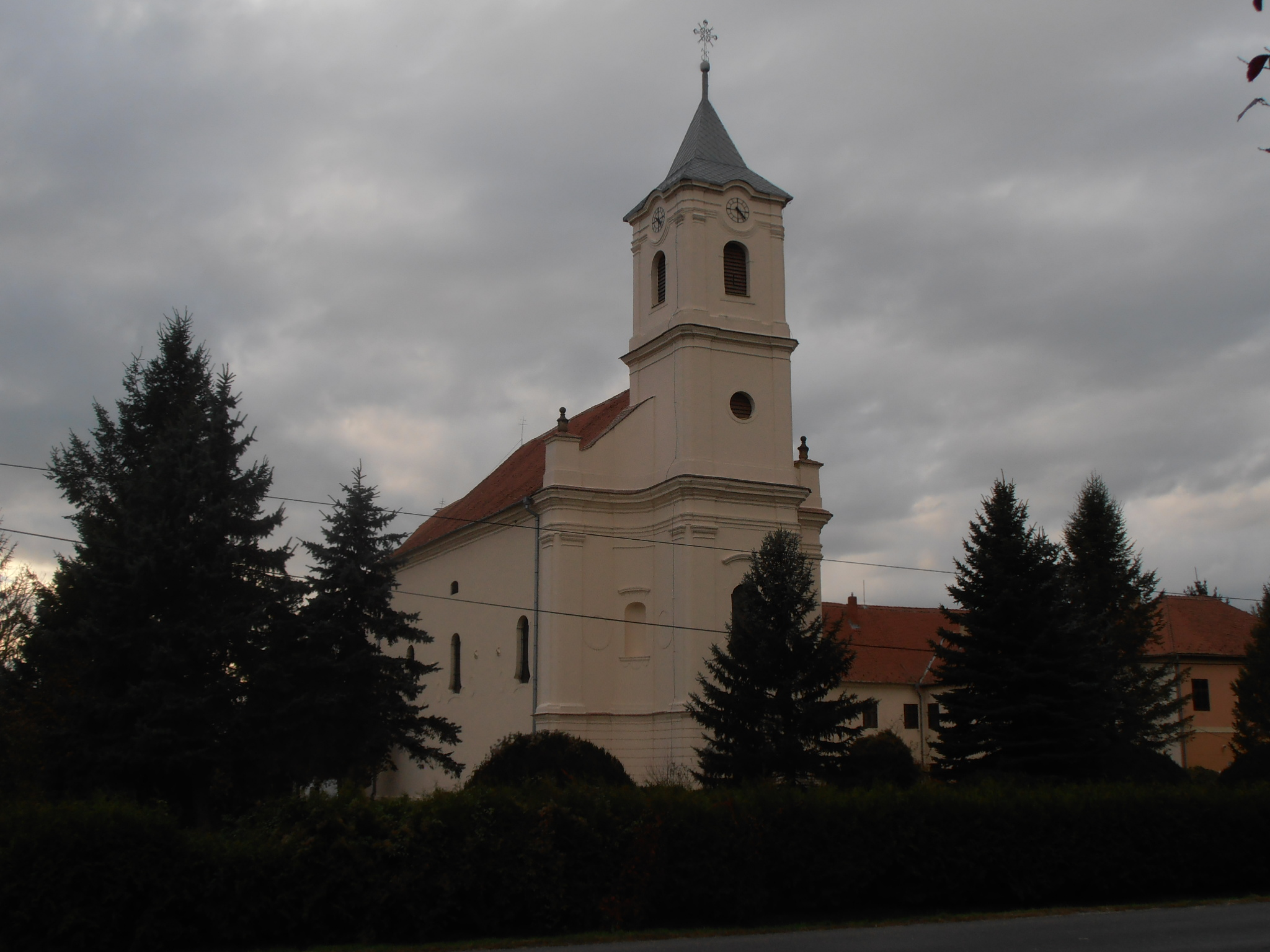
A katolikus templom